# Onthophagus apilularius
Onthophagus apilularius là một loài bọ cánh cứng trong họ Bọ hung (Scarabaeidae).